# Maria Maddalena dei Pazzi
Maria Maddalena dei Pazzi, född 2 april 1566 i Florens, död 25 maj 1607 i Florens, var en italiensk karmelitnunna och mystiker. Hon vördas som helgon i Romersk-katolska kyrkan, med minnesdag den 25 maj.
Hon föddes i den adliga Pazzi-familjen i Florens. Vid 16 års ålder inträdde hon i karmelitklostret Santa Maria degli Angeli. I klostret fick hon på ett särskilt sätt ta del av Jesu lidande; hon fick Jesu fem sår. Hon upplevde en mängd visioner och mystika uppenbarelser, som nedtecknades av en grupp medsystrar och publicerades under namnet Contemplazioni. År 1590 upphörde lidandet, och under sina återstående sjutton år deltog hon ivrigt i den pågående kyrkliga förnyelsen. 